# جرالد لیمن
جرالد لیمن (انگلیسی: Gerald Leeman; ۲۲ ژوئن ۱۹۲۲ – ۱۰ اکتبر ۲۰۰۸) کشتی‌گیر اهل ایالات متحده آمریکا بود.